# Maltese Provincial Battalions
Maltese Provincial Battalions (pol. Maltańskie Bataliony Prowincjalne) – bataliony piechoty w składzie British Army, które istniały od 1802 do 1815 na Malcie, wówczas brytyjskim protektoracie, a później kolonii Korony Brytyjskiej.
Zgodnie z pokojem w Amiens z 1802, Wielka Brytania miała opuścić Maltę i zwrócić wyspę Zakonowi Maltańskiemu. Traktat pokojowy stanowił również, że co najmniej połowa garnizonu na Malcie musi składać się z 2000 żołnierzy maltańskich dowodzonych przez rodzimych oficerów. Chociaż traktat nie został wdrożony, a Brytyjczycy nie opuścili Malty, garnizony zostały ponownie dostosowane do nowej sytuacji, a istniejące Maltese Light Infantry, Maltese Militia i Maltese Militia Coast Artillery zostały rozwiązane.
Maltese Provincial Battalions zostały powołane do życia w 1802 przez Cywilnego Komisarza sir Alexandra Balla aby przejąć zadania Maltese Militia. Pierwotnie planowano utworzenie dwóch batalionów piechoty po 1000 mężczyzn każdy, lecz w końcu powstały dwa bataliony po 700 mężczyzn każdy. Dodatkowo, w tym samym czasie utworzone zostały dwa inne korpusy: Malta Coast Artillery oraz Maltese Veterans. Główna kwatera 1. batalionu prowincjalnego mieściła się w forcie Manoel, zaś 2. batalion bazował w forcie Ricasoli. „The Provincials” służyli jako siły policyjne oraz straż wybrzeża. Czasami naprawiali również drogi, ogrodzenia i fortyfikacje.
W umowie pokojowej zapisano, że oficerami batalionów mają być maltańscy szlachcice, wyznaczeni przez wielkiego mistrza. Jednakże Ball osobiście wybrał dwóch pro-brytyjskich maltańskich szlachciców, markiza Paolo Parisiego oraz hrabiego Luigiego Marię Gatto, na stanowiska dowódców odpowiednio 1. i 2. batalionu. Nie nadał im patentów oficerskich, aby nie naruszyć postanowień traktatu. Ruch ten został skrytykowany przez Francuzów, i w końcu w 1803, po wielokrotnych złamaniach różnych warunków traktatu, zarówno przez stronę francuską, jak i brytyjską, wybuchły wojny napoleońskie.
Liczba żołnierzy w Maltese Provincial Battalions mocno się uszczupliła w 1805, kiedy wielu mężczyzn zrezygnowało, aby służyć w nowo utworzonym Royal Regiment of Malta. 18 lipca 1806, w wyniku wybuchu magazynu prochu w Birgu, zginęło 23 mężczyzn z 2. batalionu. W październiku 1806 to, co pozostało z dwóch batalionów, zostało połączone w jeden, bazujący w forcie Manoel, i dowodzony przez Parisiego. Ponieważ mężczyźni zgodzili się na co najwyżej pięcioletnią służbę, powstały plany rozwiązania batalionu. Jednakże Ball był temu przeciwny, i w 1807 odnowiono warunki służby, co uczyniono powtórnie w 1812. W 1811 Parisi podał się do dymisji, zastąpił go hrabia Luigi Maria Gatto, były dowódca 2. batalionu. Przez następny rok jednostka stacjonowała w Cottonerze.
W czasie epidemii dżumy 1813–1814 batalion pomagał władzom cywilnym w próbie powstrzymania epidemii. To spowodowało drastyczny spadek liczby świeżych rekrutów, którzy nie chcieli ryzykować zarażenia się chorobą. Pod koniec 1813 redukcja, a następnie rozwiązanie jednostki było postrzegane jako nieuniknione. Do 1815 w skład batalionu wchodziły cztery kompanie.
16 lutego 1815 Maltese Provincial Battalions wraz z Malta Coast Artillery oraz Maltese Veterans zostały połączone w Royal Malta Fencible Regiment.